# Lobby (sala)

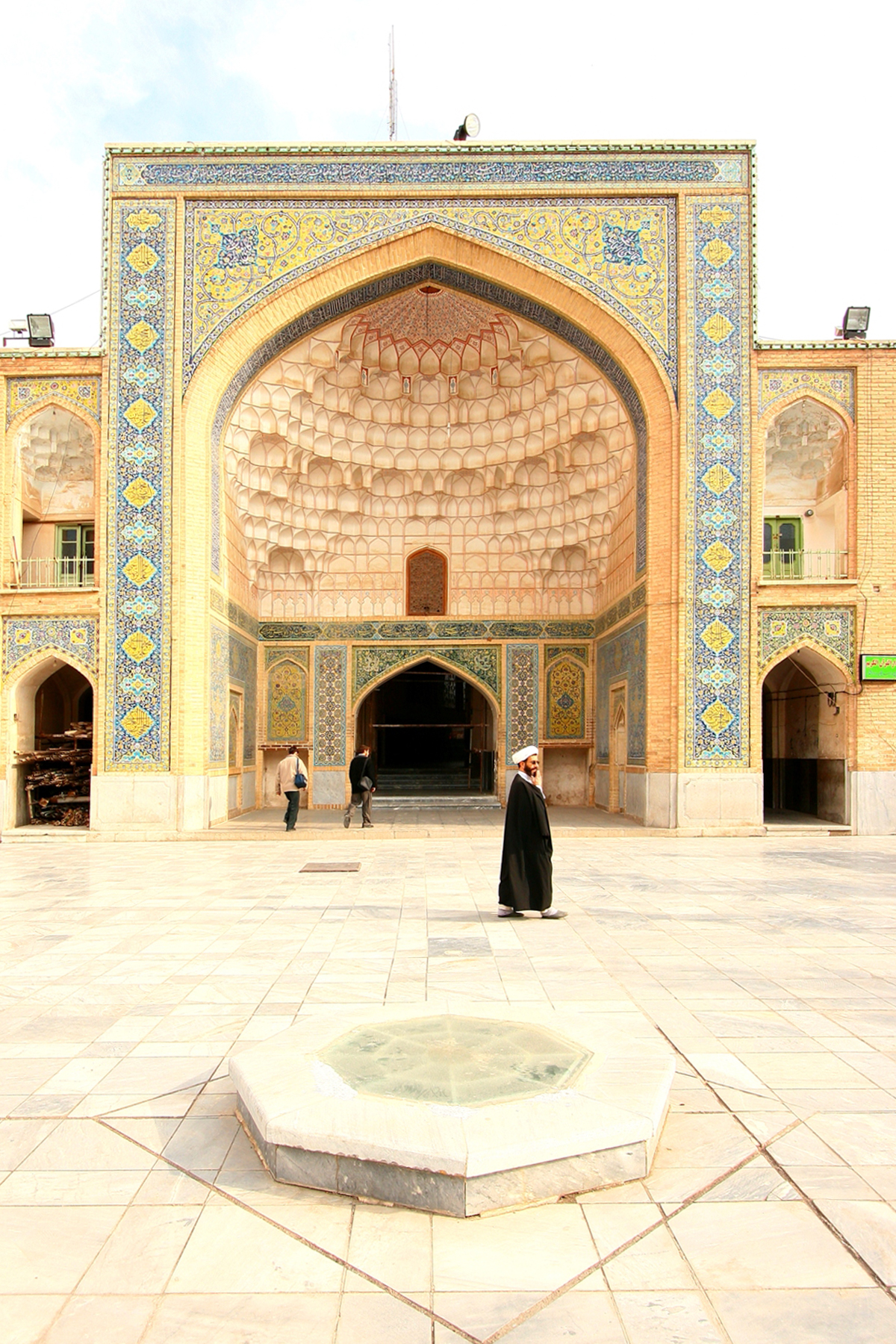
Lobby (sala)

Lobby, às vezes chamado de foyer(/ˈfɔɪ.eɪ/), recepção ou hall de entrada, é muitas vezes um grande recinto ou complexo de recintos (em um teatro, ópera, sala de concertos, showroom, cinemas, etc.) adjacente ao auditório. Serve também, por vezes, como uma área de repouso para espectadores e locais de encontro, especialmente utilizada antes do desempenho e durante o intervalo, mas também como um local de celebrações ou festividades após a performance.
Muitos edifícios de escritórios, hotéis e arranha-céus fazem grandes esforços para decorar seus lobbies para criar a impressão certa e transmitir uma imagem. Isto é conhecido como um "lobby de poder".
Desde meados da década de 1980, tem havido uma tendência crescente para pensar lobbies como mais do que apenas maneiras de obter a partir da porta para o elevador, mas sim como espaços sociais e locais de comércio. Algumas pesquisas até foram feitas para desenvolver escalas para medir a atmosfera do lobby para melhorar o design do lobby do hotel.